# Losonczy Dezső

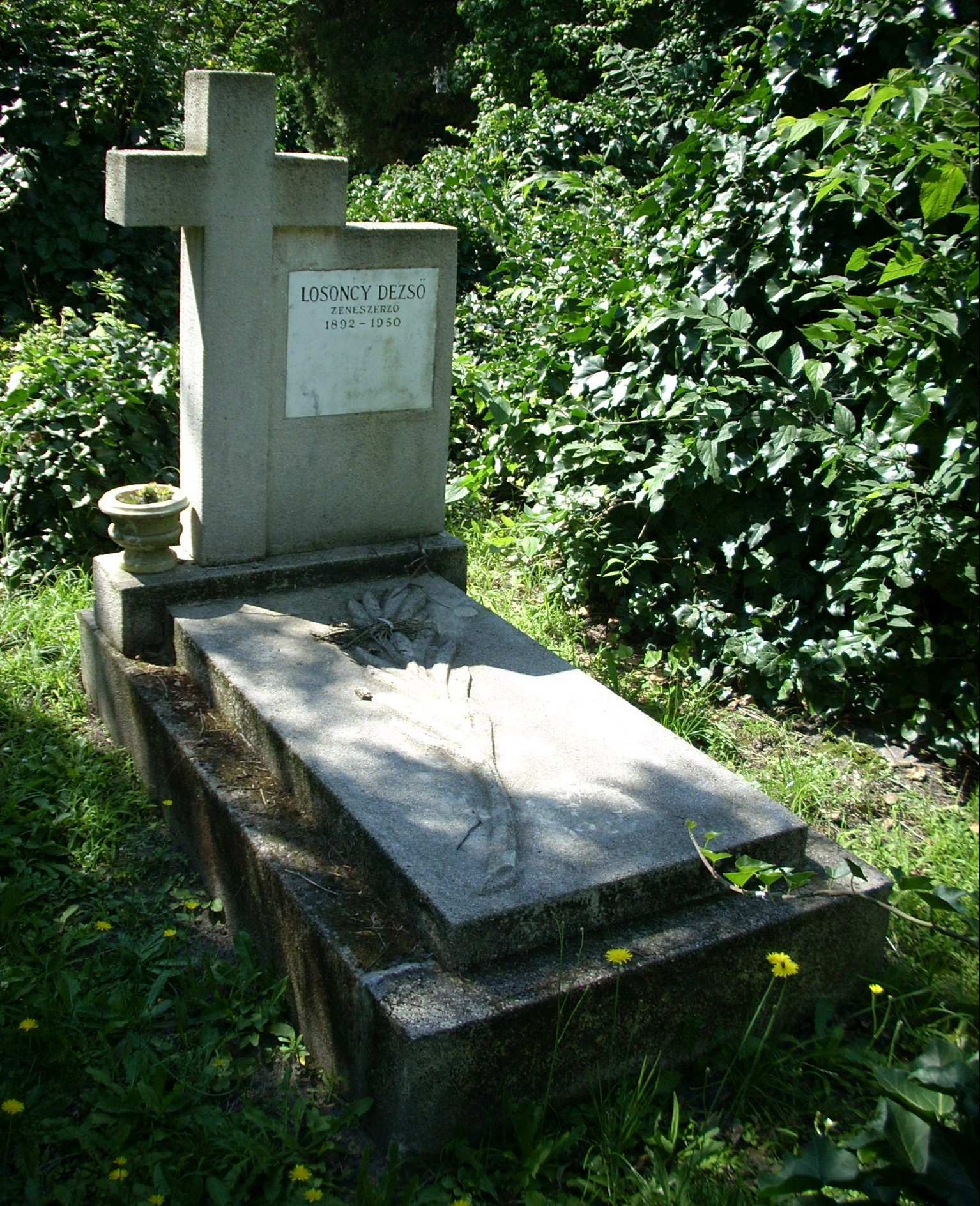
Losonc[z]y Dezső sírja

Losonczy Dezső (Torontáltorda, 1892. július 26. vagy 1891. július 26. – Budapest, 1950. június 8.) magyar karmester, zeneszerző. 
Fia Losonczy Andor (1932–2018) zeneszerző, zongoraművész, lánya Marsovszky Lívia színésznővel kötött második házasságából Losonczi Lívia újságíró.

## Élete
Édesapja tanító volt. 1917-ban kapott diplomát a Zeneakadémián. 
1918-ban a Belvárosi Színház, majd az Andrássy úti Színház, 1919-1920-ban a bécsi Operabalett karmestere volt. 1921-től az Apolló Kabaré, 1924-ben a Blaha Lujza Színház tagja volt. 1925-1927 között a Király Színházban, aztán ismét az Andrássy úti Színházban volt karmester. 
Daljátékokat, operetteket írt. Számos filmhez is szerzett kísérőzenét.

## Színpadi munkái
- Chopin (karnagy, Király Színház, 1926)

## Filmzenéi
- Hölgyek előnyben (1939)
- Párbaj semmiért (1939)
- Muzsikáló május (1941, rövid)
- Dr. Kovács István (1941)
- 5-ös számú őrház (1942)
- Szerető fia, Péter (1942)
- Féltékenység (1943)
- Tengerparti randevú (1943, magyar-bolgár)
- Futóhomok (1943)
- Vadon fia (1944, rövid)
- Madách - Egy ember tragédiája (1944)
- Éjféli keringő (1944)
- Makkhetes (1944)
- Házasság (1942)
- A Benedek-ház (1943)